# Hedyosmum brasiliense
Hedyosmum brasiliense är en tvåhjärtbladig växtart som beskrevs av Friedrich Anton Wilhelm Miquel. Hedyosmum brasiliense ingår i släktet Hedyosmum och familjen Chloranthaceae. Inga underarter finns listade i Catalogue of Life.